# ديفيد ديكنسون
ديفيد ديكنسون (بالإنجليزية: David Dickinson)‏ هو رائد أعمال ومقدم تلفزيوني بريطاني، ولد في 16 أغسطس 1941 في ستوكبورت في المملكة المتحدة.

## وصلات خارجية
- ديفيد ديكنسون على موقع IMDb (الإنجليزية)
- ديفيد ديكنسون على موقع ميوزك برينز (الإنجليزية)
- ديفيد ديكنسون على موقع قاعدة بيانات الفيلم (الإنجليزية)